# Goodenia tripartita
Goodenia tripartita är en tvåhjärtbladig växtart som beskrevs av R. Carolin. Goodenia tripartita ingår i släktet Goodenia och familjen Goodeniaceae. Inga underarter finns listade i Catalogue of Life.